# Francesco Paolucci

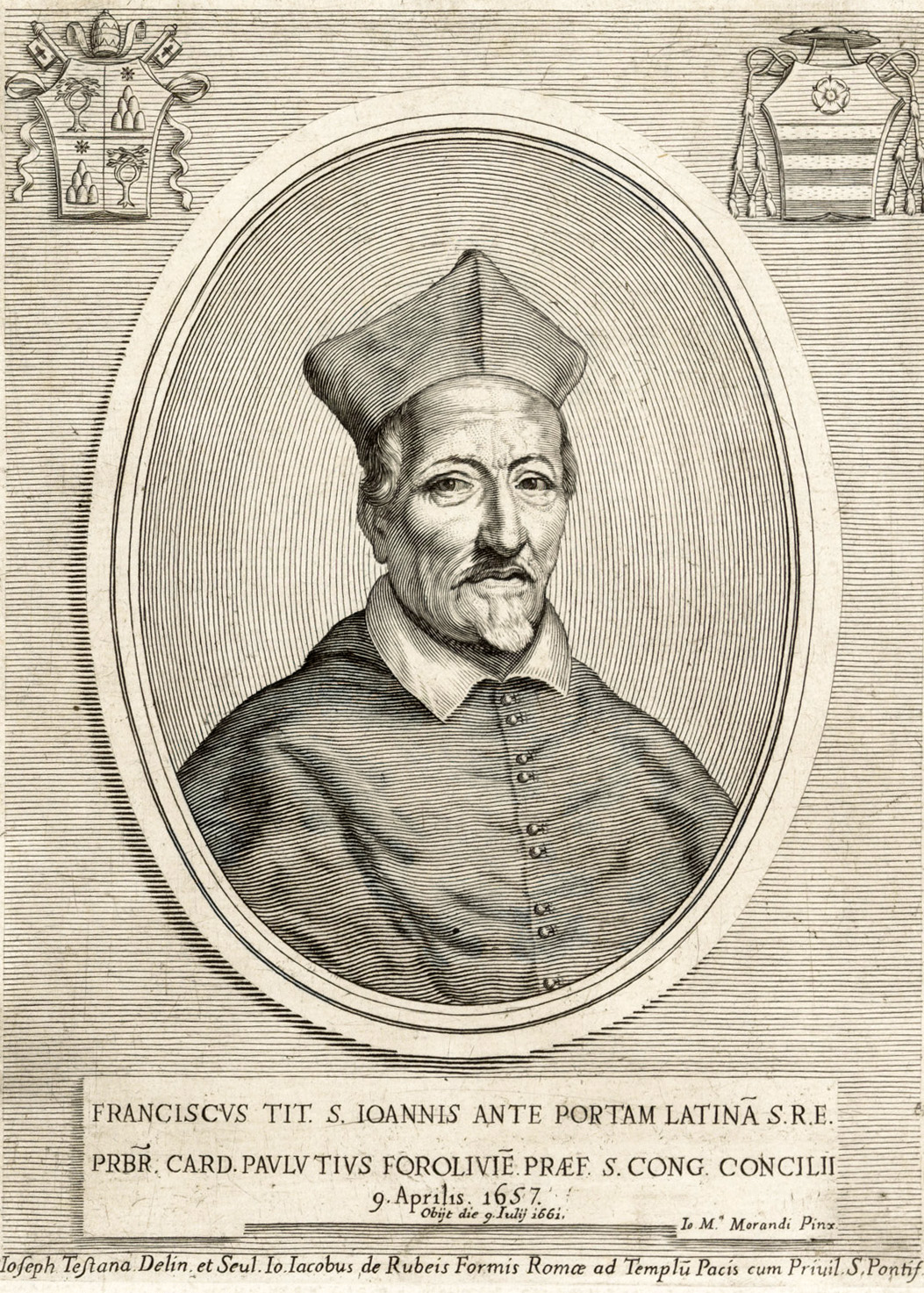
Kardinal Francesco Paolucci (Stich von Giuseppe Maria Testana, um 1665)

Francesco Paolucci (* August 1581 in Forlì; † 9. Juli 1661 in Rom) war ein italienischer Kardinal der Römischen Kirche.

## Leben
Er war das zweite von vier Kindern des Giovanni Paolucci und dessen Ehefrau Bernardina Maseri. Im Alter von zwölf Jahren ging er auf den Wunsch seines Onkels Fabrizio Paolucci nach Rom. Seine Erziehung übernahm der Kardinal Cesare Baronio, zu dem er eine enge Freundschaft entwickelte. Francesco Paolucci studierte Literatur und später (um 1605) Rechtswissenschaften. In der römischen Kurie erwarb er sich großes Ansehen durch die erfolgreiche Vertretung in Rechtssachen. Während des Pontifikates von Paul V. wurde er Auditor des Kardinalkämmerers der Römischen Kirche.
Er lehnte sämtliche Angebote von bischöflichen Ämtern seitens der Päpste Gregor XV. und Urban VIII. ab. Als Hausprälat Seiner Heiligkeit trat er am 20. April 1626 in den Dienst der Apostolischen Signatur. 1627 wurde er Sekretär der Konzilskongregation, diese Position hatte er 30 Jahre lang inne. Urban VIII. beabsichtigte, ihn zum Kardinal zu erheben, starb jedoch, bevor er die Erhebung öffentlich aussprechen konnte.
Im Konsistorium vom 9. April 1657 kreierte Papst Alexander VII. Paolucci zum Kardinal und ernannte ihn zum Kardinalpriester. Am 23. April 1657 erhielt er den Kardinalshut und die Titelkirche San Giovanni a Porta Latina. Bereits am 9. April desselben Jahres war er zum Präfekt der Konzilskongregation ernannt worden und blieb dies bis zu seinem Tod.
Sein Grab befindet sich vor dem Hauptaltar der Kirche Santa Maria in Vallicella in Rom.
Sein Neffe Stefano Agostini und sein Großneffe Fabrizio Paolucci wurden ebenfalls Kardinäle.